# Fairview (Mahé)
Fairview (deutsch: „Schönblick“) ist ein Ort auf der Insel Mahé im Inselstaat Seychellen.

## Geographie
Der Ort liegt zwischen Misere (S) und Roche Caïman (N) im Zentrum der Insel Mahé auf der Anhöhe und im Grenzgebiet der Distrikte Plaisance, Les Mamelles und Grand Anse.